# Hugo Jahns
Hugo Jahns (* 3. November 1931 in Demmin; † 9. Januar 2015 in Berlin) war ein deutscher Musiker und Chorleiter, der durch den von ihm gegründeten Omnibus-Chor bekannt wurde.

## Leben
Hugo Jahns absolvierte ein Musikstudium an der Hochschule für Musik Hanns Eisler. 1963 gründete er den Paul-Robeson-Chor, dessen Leiter er elf Jahre lang blieb.
1975 gründete Hugo Jahns im Haus der Jungen Talente in Berlin den Omnibus-Chor, der offiziell Pionierchor Omnibus hieß. Noch im selben Jahr formierte sich unter der künstlerischen Leitung von Hugo Jahns die Gruppe Vocal. Sein Lebenswerk war der Omnibus-Chor, dessen künstlerischer Leiter er auch blieb, als er nach 1990 keine staatliche Unterstützung mehr bekam und die Chorarbeit durch einen extra gegründeten Verein und Sponsoren aufrechterhalten wurde. Dem Chor wurden Ende der 1990er Jahre, entgegen Zusagen der Senatskulturverwaltung, nach über 20 Jahren die Probenräume im Haus der Jungen Talente, das nun Podewil hieß, gekündigt. Ein neues Domizil fand der Omnibus-Chor im Gemeindehaus der Parochialkirche. Seit 1990 komponierte und textete Hugo Jahns zahlreiche Lieder und bearbeitete Traditionals für den Chor.
2006 gründete Hugo Jahns mit ehemaligen Sängern des Paul-Robeson-Chores die Vocalgruppe Die Gospel-Oldies Berlin. 2013 nahm er, inzwischen 82-jährig, an den Feierlichkeiten zum 50-jährigen Bestehen des Paul-Robeson-Chores teil.

## Lieder (Auswahl)
Komposition und Text
- Mit der S-Bahn durch Berlin
- Gelbe Engel auf schwarzem Asphalt
- 6-Tage-Samba
- Cabuwazi

nur Text
- Öffne Dein Herz (Komp. René Decker)

Bearbeitungen
- Im Märzen der Bauer
- Auf uns'rer Wiese gehet 'was
- Macome bali bella bimba
- Eine Seefahrt, die ist lustig
- Cielito Lindo

## Familie
Hugo Jahns heiratete seine langjährige Lebensgefährtin Bärbel Plöckinger, mit der er einen Sohn hat.

## Würdigung
Im Jahr 2000 erhielt Hugo Jahns vom Landesmusikrat Berlin die Ehrennadel in Silber für besonderes Engagement für die Stärkung der Musik und Bildung.